# Philipp Schiepek
Philipp Schiepek (* 1994 in Dinkelsbühl) ist ein deutscher Jazzmusiker (Gitarre, Komposition).

## Leben und Wirken
Schiepek, dessen Vater E-Bass im Rockbereich spielte, lernte zunächst Akkordeon, bevor er mit zwölf Jahren zur Gitarre wechselte. Ihn interessierte nach ersten Projekten in der Pop- und Rockmusik bald die Vielschichtigkeit und Kommunikation der Musiker in Jazz und Klassik. Sein Studium der Jazzgitarre an der Musikhochschule Würzburg und der Musikhochschule München absolvierte er 2018 mit einem öffentlichen Abschlusskonzert im Münchner Jazzclub Unterfahrt, um dann ein Masterstudium für klassische Gitarre anzuschließen. Zwischen 2016 und 2018 war er Mitglied des Bundesjazzorchesters, mit dem er zwei Alben einspielte und Konzerte in Indien und Nordafrika gab.
Schiepek arbeitete mit dem Trompeter Vincent Eberle und der Sängerin Hannah Weiss. Mit seinen Jazzprojekten, die zwischen Hardbop, Modern Creative und Avantgarde Jazz angelegt sind, trat er bereits bei den Würzburger Jazztagen, dem Festival da Jazz St. Moritz und dem Jazzfest Bonn auf. Daneben spielte er mit Musikern wie Richie Beirach, Manfred Schoof, Klaus Doldinger, Pablo Held, Matthieu Bordenave, Shinya Fukumori, Jiggs Whigham, Thomas Stabenow, Paul Brändle, Rebecca Trescher, Valentin Preißler und Alma Naidu, aber auch als Solist mit Sinfonieorchester bei Klassik hautnah in Dinkelsbühl. Das 2020 entstandene Programm „Meadows and Mirrors“ des Philipp Schiepek Quartetts (mit Jason Seizer, Tenorsaxofon, Matthias Pichler, Kontrabass und Fabian Arends, Schlagzeug) wurde 2020 vom BR als Corona-Konzert ohne Publikum für die Jazzfest Berlin Radio Edition mitgeschnitten und am 15. Dezember 2020 beim Deutschlandfunk als einstündige „Jazz live“-Konzertaufnahme erneut bundesweit gesendet.
Seit 2020 tritt Schiepek auch mit Quadro Nuevo auf und ist an deren Album Mare und an Birgit Minichmayrs Shakespeare-Album beteiligt. Jazz thing stellt in der Besprechung von Fiona Gronds Album Interspaces seine Fähigkeit heraus, „Klangwolken [zu] entwerfen, die nicht von dieser Welt zu sein scheinen, und der Musik eine unglaubliche Weite [zu] eröffnen.“ Mit dem Gitarrenkollegen Ronny Graupe stellte er im Herbst 2022 sein Programm Blaue Bäume vor. Zu hören ist er auch auf Moritz Stahls Album Traumsequenz (2024).
Schiepek ist unter anderem Preisträger des Kulturwettbewerbs Gasteig 2018 und des BMW Welt Young Artist Jazz Award 2020. 2024 erhielt er den Bayerischen Kunstförderpreis in der Kategorie Musik.

## Diskographische Hinweise
- Golem Dance. Mit Seamus Blake, Henning Sieverts und Bastian Jütte (enja; 2019)
- Philipp Schiepek & Walter Lang: Cathedral (ACT; 2021)
- Triptych. Mit Matthias Lindermayr (Squama; 2021)
- Versuch zu träumen. Mit Henning Sieverts und Bastian Jütte (Wooden Waggon Records; 2024)